# 墨西哥—菲律賓關係
墨菲關係或菲墨關係（西班牙語：Relaciones Filipinas-México）是指菲律宾和墨西哥两国之间历史上与现代的外交关系。兩國在16世紀西班牙帝國時期就已經直接贸易往來，墨西哥19世紀獨立後就在菲律賓建立外交代表機構；菲律賓於1946年脱离美国獨立後，两国于1953年4月14日建立大使級外交關係，此后双边关系友好顺利发展。墨西哥也是最早与菲律宾建立外交关系的国家及菲律宾在拉丁美洲主要的贸易伙伴國之一。两国均为西班牙語學會聯合會、G20開發中國家、77国集团、东亚－拉丁美洲合作论坛成员国。

## 历史概况

### 菲律宾独立前
菲律宾与墨西哥兩國之間的聯繫可追溯至西班牙帝國在美洲和亚洲殖民统治的早期，当时两国皆为西班牙的殖民地。1542年，西班牙航海家比亞洛博斯从新西班牙的锡瓦特兰出发，远渡太平洋来到今菲律宾群岛，并以西班牙王子腓力（即後來的腓力二世）之名，將此群島命名為，成為「菲律賓」國名的由來。1565年，西班牙殖民者占领宿务岛，成立菲律賓都督府，并由总部位于墨西哥城的新西班牙總督轄區直接管辖。为了密切菲律宾与的新西班牙總督轄區两大殖民地的联系，西班牙开通了一条连接菲律賓都督府及新西班牙總督轄區阿卡普尔科的大帆船贸易航线，1571年，西班牙殖民者将位于宿霧島的贸易总部迁到马尼拉，正式开启了两地间长达二百余年的远洋贸易，史称马尼拉大帆船贸易；在此期间，中国的纺织品与瓷器也经由马尼拉大帆船输往墨西哥，而墨西哥出产的白银则流入了菲律宾；两地的人民也经由帆船贸易这一渠道保持着一定的聯繫。在墨西哥独立战争期间，也有一些菲律宾裔参加了墨西哥军队，以反抗西班牙的统治。
1821年，墨西哥经由独立战争脱离西班牙帝国独立，两地的贸易与政治交流中斷。不过在1842年，墨西哥就在马尼拉设立了外交代表机构，恢复了墨、菲中断数年的联系。但直到波菲里奥·迪亚斯执政期间，墨西哥才向菲律宾派出了第一位领事，一直延续到美屬菲律賓时期。在第二次世界大战期间，由卡德纳斯·罗德里格斯率领的墨西哥空军也参与了呂宋島戰役，并协助盟军在当地击败了日本軍。

### 菲律宾独立后

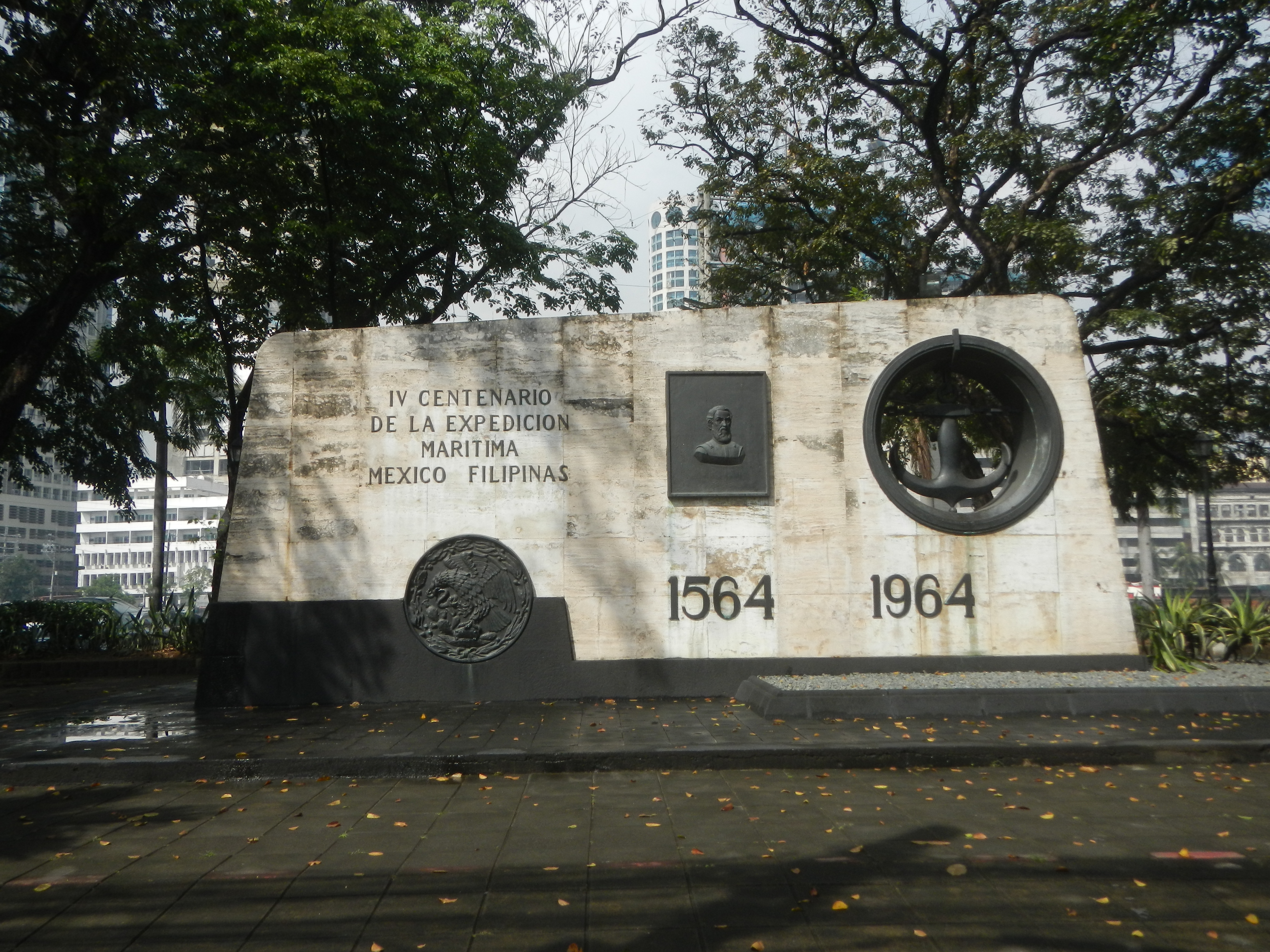
马尼拉市区的墨西哥广场

1946年，菲律宾脱离美国再度获得独立，立即得到墨西哥的外交承认。1953年4月14日，两国签署第一个航空运输协议，并正式建立外交关系；同年9月，墨西哥驻菲律宾公使馆在马尼拉设立，由卡洛斯·古铁雷斯（Carlos Gutiérrez Macías）出任首位驻菲公使。1960年，菲律宾副总统迪奥斯达多·马卡帕加尔在他的西半球之旅中出访了墨西哥。1961年4月，墨西哥參議院议员曼努埃爾·莫雷諾·桑切斯率领了一支親善代表團訪問了菲律賓，同年7月25日，两国同意将外交级别升格为大使级。1962年，墨西哥总统阿道弗·洛佩斯·马特奥斯也出访了菲律宾。1964年，为纪念米格尔·洛佩斯·德莱加斯皮远征菲律宾400周年，两国将当年确定为“墨菲友好年”，墨西哥政府还向菲律宾赠送了一尊墨西哥獨立之父伊达尔戈神父的雕像，树立于马尼拉市内的墨西哥广场。
1978年，墨西哥总统何塞·洛佩斯·波蒂略对菲律宾私人访问，1981年，菲律宾总统费迪南德·马科斯出访墨西哥，并参加在当地举办的坎昆峰会，以促进已开发国家与开发中国家的合作与发展。随着菲律賓實現民主轉型，墨、菲两国加入亞太經合組織，墨西哥也開始重視與包括菲律賓在內的亞太諸國之關係，墨、菲兩國的交往也日趨密切。菲律宾总统格洛丽亚·马卡帕加尔-阿罗约在任期间，也曾于2002、2004年两度出访墨西哥，以促进双边贸易继续发展。現今，兩國也通過在西班牙語學會聯合會、G20開發中國家、77国集团、东亚－拉丁美洲合作论坛等多個國際組織的合作交流加深了邦誼。

## 经贸关系
在马尼拉大帆船贸易时代，同为西班牙殖民地的墨西哥与菲律宾就已经建立了直接贸易往来。1974年，两国簽署貿易購油協定，以促进贸易往来，菲律宾开始从墨西哥进口石油。现今，墨西哥已经成为菲律宾主要的贸易伙伴之一，墨西哥也视菲律宾为该国产品进入亚洲的重要门户，两国还有兴趣签署自由贸易协定。据經濟複雜性研究中心统计，2020年，墨、菲双边贸易额达到约25.8亿美元，其中菲律宾向墨西哥出口达24.7亿美元，占菲律宾总出口额的3.11%，主要出口集成電路、計算機和音像設備。墨西哥为菲律宾第9大出口伙伴，也是菲國在美洲第二大出口伙伴，仅次于美国；而墨西哥则向菲律宾出口了约1.08亿美元，主要输出廣播設備、電話和其他著色材料。

## 人文交流

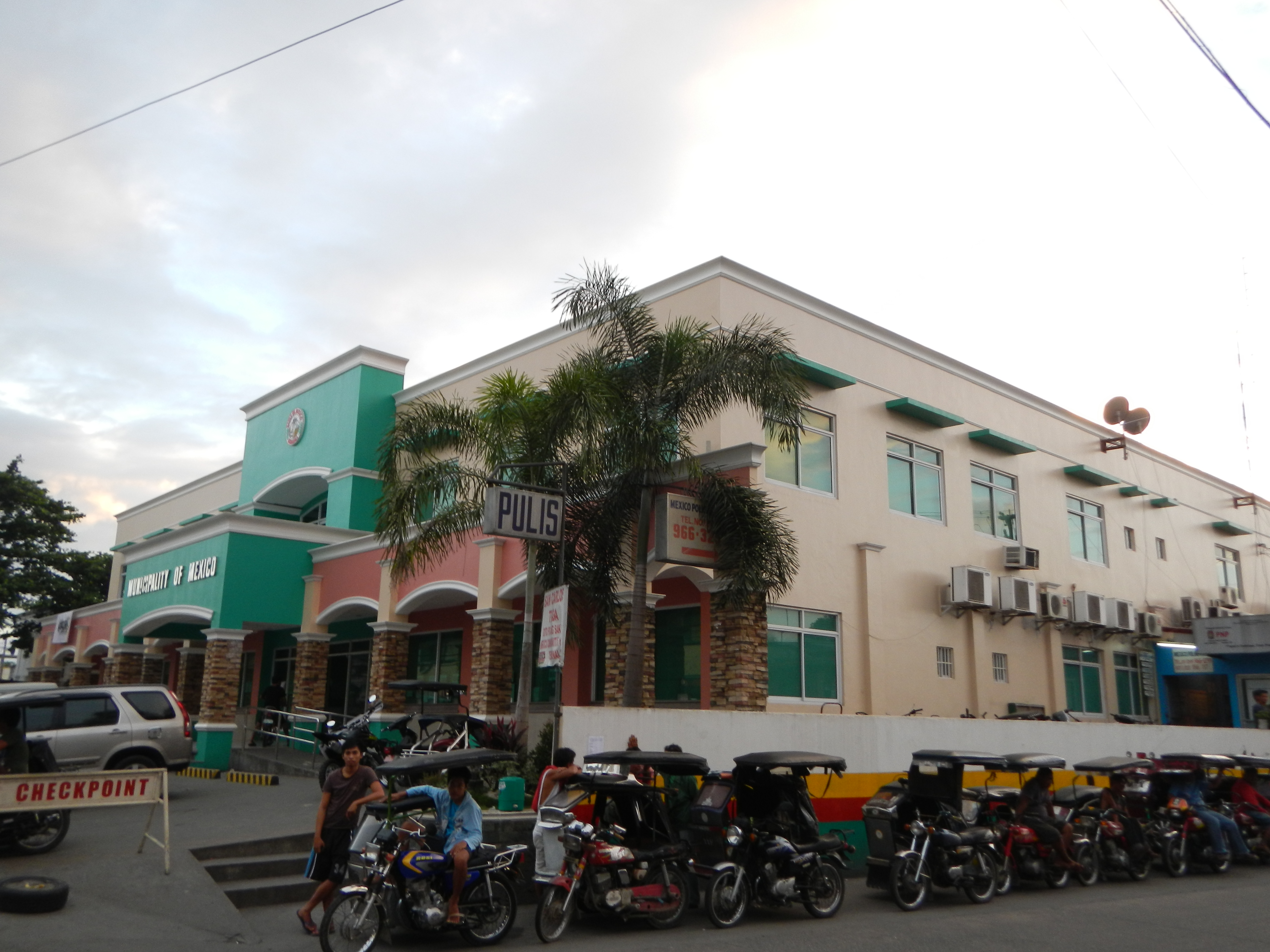
菲律宾邦板牙省的墨西哥市

菲律宾与墨西哥曾为西班牙殖民地，在文化上皆深受西班牙影响，并拥有庞大的天主教徒人口。又因为马尼拉大帆船贸易而建立了直接的人文交流渠道，菲律宾一些语言他加禄语、宿务语、邦阿西楠語、伊洛卡諾語都含有经由西班牙语传入的納瓦特爾語借词；在大帆船贸易时代，一些墨西哥人来到吕宋岛定居，其中，他们在菲律宾邦板牙省的一个定居点也被命名为墨西哥，建制延续至今。菲律宾国内不少教堂的雕刻与绘画也呈现出西班牙和墨西哥风格。与此同时，一些菲律宾人也随着西班牙殖民者来到墨西哥，并已经融入墨西哥社會，他们主要分布在墨國太平洋沿岸的格雷羅、科利馬等州份，他们带来的棕榈蒸馏酒工艺等也在墨西哥具有一定的影响。此外，椰子与芒果等水果也经菲律宾传入了墨西哥。
自菲律宾与墨西哥于1953年建交以来，两国的人文交流得到了进一步加强，菲律宾奥运代表团曾参加1968年在墨西哥城举办的夏季奥运会。菲律賓大使館也積極協助菲律賓與墨西哥加強文化聯繫，同時與泰國、越南、印尼、馬來西亞等东协國家派駐在墨西哥的外交使館合作，参加在墨國举办的文化沙龙，以推广東南亞文化。另一方面，由坦莉雅出演的墨西哥电视剧《玛丽玛》也曾在菲律宾风靡一时。当时，受到此电视剧的影响，一些菲律宾民众甚至给自己的子女取名叫玛丽玛或坦莉雅。在旅游业领域，两国于1995年签署的旅遊合作協議及1997年签署的互免公务、外交护照持有人签证协议，一定程度上方便了双边人员的往来交流。